# Cispius bidentatus
Cispius bidentatus là một loài nhện trong họ Pisauridae.
Loài này thuộc chi Cispius. Cispius bidentatus được Roger de Lessert miêu tả năm 1936.